# Винокуров, Владимир Михайлович
Владимир Михайлович Винокуров (1921—2010) — советский и российский минералог, специалист по кристаллохимии и физике минералов. Доктор геолого-минералогических наук (1966), профессор (1967), Заслуженный деятель науки Российской Федерации (2002).

## Биография
Родился 6 октября 1921 года в городе Омск, в семье учёного почвоведа.
В 1939 году поступил в Казанский государственный университет (КГУ).
1940—1946 годах служил в красной армии, участник Великой Отечественной войны, лейтенант.
В 1950 году окончил геолого-почвенный факультет КГУ, и был оставлен в аспирантуре кафедры минералогии КГУ. Научным руководителем был профессор Л. М. Миропольский, защитил кандидатскую диссертацию (1953) по теме «Литология белебеевской свиты востока Татарии».
Работал на кафедре минералогии КГУ, ассистентом (1953), доцентом (1954), заведующим кафедрой (1965—1990), профессором (с 1967).
Доктор геолого-минералогических наук (1966), тема: «Магнитные свойства минералов».
С 1988 года — научный руководитель «Лаборатории физики минералов и их аналогов».
Член редколлегии журнала Physics and Chemistry of Minerals (1978—1997).
Соросовский профессор (1994).
Впервые применил метод электронного парамагнитного резонанса в минералогических исследованиях. Проводил исследование емкостно-фильтрационных свойств коллекторов нефти и газа. Внедрил применение ядерного магнитного резонанса при разведке и добыче нефти и битумов.
Организатор и председатель Казанского отделения Всесоюзного минералогического общества (1976—1990).
Председатель Совета по защите кандидатских и докторских диссертаций при Казанском университете (1968—2010), и председатель геологической секции методического совета, председатель музейного совета на геологическом факультете.
Скончался 9 июля 2010 года в городе Казань.

## Награды и звания
- 1944 — Орден Красной Звезды
- 1945 — Орден Отечественной войны II степени[3]
- 1945 — Медаль «За победу над Германией в Великой Отечественной войне 1941—1945 гг.»
- 1979 — Заслуженный деятель науки Татарской АССР
- 2002 — Заслуженный деятель науки Российской Федерации
- 2004 — Заслуженный профессор Казанского университета[4].

## Членство в организациях
- 1967 — Всесоюзное минералогическое общество, почётный член (1987)
- Международный кристаллографический союз

## Память
- 2015 — Памятная доска в честь В. М. Винокурова в Институте геологии и нефтегазовых технологий КФУ[5].